# Geogamasus pisciformis
Geogamasus pisciformis är en spindeldjursart som beskrevs av Wolfgang Karg 1997. Geogamasus pisciformis ingår i släktet Geogamasus och familjen Ologamasidae. Inga underarter finns listade i Catalogue of Life.